# SV Waldhof Mannheim
SV Waldhof Mannheim, fotbollsklubb från Mannheim, Tyskland
Klubben är känd för sitt framgångsrika ungdomsarbete där flera senare landslagsspelare kommit fram. Klubben har också skapat die Mannheimer Manndecker-Schule som bildat skola för tyska mittbackar.

## Kända spelare
- Sepp Herberger
- Jürgen Kohler
- Karlheinz Förster
- Fritz Walter
- Christian Wörns